# Ada Negri
Retrato de Ada Negri por Emilio Sommariva, 1914
Ada Negri (Lodi, 3 de fevereiro de 1870 — Milão, 11 de janeiro de 1945) foi uma poetisa italiana. Também é lembrada por ser a primeira e única mulher a ser admitida na Accademia d'Italia.

## Biografia
Ada Negri nasceu em Lodi, Itália, em 3 de fevereiro de 1870. Seu pai, Giuseppe Negri, era cocheiro, e sua mãe, Vittoria Cornalba, tecelã.
Após a morte de seu pai em 1871, a infância de Negri foi caracterizada pelo relacionamento com sua avó, Giuseppina “Peppina” Panni. Panni trabalhava como zeladora no palácio da nobre família Barni, onde Negri passava muito tempo sozinho, observando a passagem das pessoas, conforme descrito no romance autobiográfico Stella Mattutina (1921).
Frequentou a Escola Normal para Meninas de Lodi e obteve um diploma de professora do ensino elementar. Aos dezoito anos, assumiu um cargo de professora na aldeia de Motta Visconti, próximo ao rio Ticino, em Pavia. Em seu tempo livre, Negri escrevia poesias e as enviava aos jornais locais. Seus primeiros trabalhos foram publicados no periódico milanês L'Illustrazione Popolare. Foi incentivada a continuar seus estudos por seu professor Paolo Tedeschi, que reconheceu sua precocidade e talento. O primeiro volume de poesia de Negri, Fatalità (1892), foi bem recebido pelos leitores e críticos, o que lhe rendeu o prêmio “Giannina Milli”, que lhe proporcionou uma pequena ajuda de custo. Essas realizações levaram a uma nomeação como professora na escola normal de Milão. Lá, ela ficou noiva do jovem intelectual socialista Ettore Patrizi e conheceu membros do Partido Socialista Italiano, incluindo Filippo Turati, Benito Mussolini e Anna Kuliscioff. Seu segundo livro de poemas, Tempeste (1896), foi publicado no mesmo ano em que Negri rompeu seu noivado com Patrizi. O livro contém reflexões sobre o desgosto e um foco contínuo na desigualdade social.

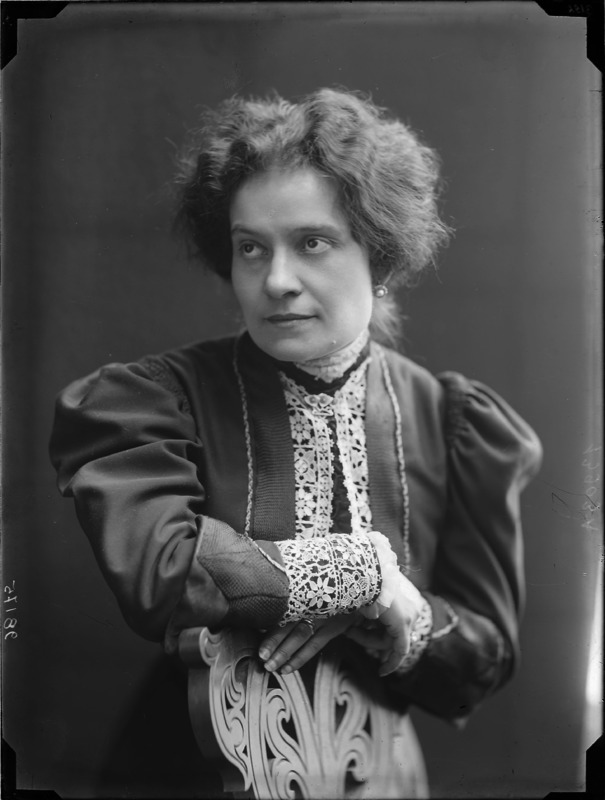
Ada Negri fotografada por Mario Nunes Vais antes de 1932

Em 28 de março de 1896, Ada Negri se casou com o industrial Giovanni Garlanda, de Biella, que havia se apaixonado por Negri após ler suas poesias. A partir de 1904, eles tiveram duas filhas chamadas Bianca e Vittoria. Vittoria morreu na infância. Em 1913, Negri se separou do marido e se mudou para a Suíça para viver em Zurique com Bianca. Negri permaneceu em Zurique até a eclosão da Primeira Guerra Mundial, após a qual retornou à Itália.
Ela visitava com frequência Laglio, no lago de Como, onde escreveu seu único romance, uma obra autobiográfica intitulada Stella Mattutina (Estrela da manhã). O livro foi publicado em 1921 e traduzido para o inglês para publicação em 1930. Em março de 1923, Negri começou uma estadia prolongada na ilha de Cápri, onde escreveu I canti dell'isola. Mussolini indicou Negri para o Prêmio Nobel de Literatura de 1927, mas o prêmio foi posteriormente ganho pela poetisa italiana Grazia Deledda. Durante esse período, Negri se hospedou com frequência no Palazzo Cornazzani em Pavia, o mesmo edifício que Ugo Foscolo, Contardo Ferrini e Albert Einstein habitaram em diferentes momentos da história.
Em 1940, Negri foi admitida como a primeira mulher membro da Accademia d'Italia. No entanto, essa conquista manchou sua reputação mais tarde na vida, porque os membros da Academia tinham de jurar lealdade ao regime fascista. Eles eram recompensados pelo governo com vários benefícios materiais.
Negri foi uma das colaboradoras da Lidel, uma revista feminina nacionalista publicada entre 1919 e 1935. Sua obra foi amplamente traduzida durante sua vida, com poemas individuais publicados em jornais nos Estados Unidos e em outros lugares.
Em 11 de janeiro de 1945, sua filha Bianca encontrou Negri morta em seu estúdio em Milão. Ela tinha 74 anos.

## Acolhimento

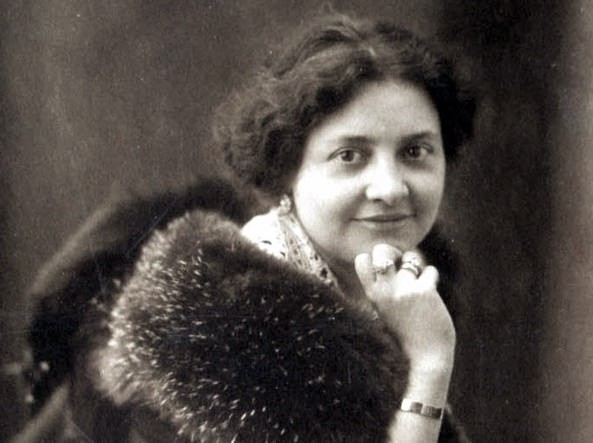
Ada Negri, década de 1890

Benedetto Croce descreveu seu trabalho como “fácil, choroso, completamente centrado na melodia e na prontidão das emoções poéticas que são um tanto melancólicas, idílicas e elegíacas”. Ele a rejeitou, escrevendo que uma “falta ou imperfeição no trabalho artístico é particularmente uma falha feminina (difetto femminile). É precisamente o instinto maternal da mulher, sua capacidade 'estupenda e consumidora' de ser mãe de uma criança, que a impede de dar à luz uma obra literária totalmente realizada”.
No entanto, outros críticos a viram como “alguém cuja visão se concentrava nas dificuldades da vida de uma forma que poucos outros escritores fizeram durante aqueles tempos conturbados. Sua alma naturalmente lírica sabia, na maior parte de suas obras, como transformar, com uma marca de originalidade, os sofrimentos, as amarguras e as alegrias de toda uma geração.” Ela foi descrita como uma escritora que ‘aboliu as convenções estabelecidas e moldou suas letras segundo os ritmos do coração, em sincronia com o que quer que seja que faz os ventos soprarem, dá origem às águas e pulsa nas estrelas — uma poesia infinitamente livre, caprichosa e precisa.”
A aclamação inicial de Negri nos círculos socialistas lhe rendeu o nome de “la vergine rossa” ou “a donzela vermelha”. Ela caiu em desgraça após seu casamento com Garlande, que foi visto como uma traição política.
Como muitos escritores italianos desse período, sua reputação após 1945 sofreu por ser associada ao movimento fascista, tendo recebido o Prêmio Mussolini em 1931. O prêmio foi financiado pelo Corriere della Sera.
A atriz Pola Negri (nascida Barbara Apolonia Chałupiec) adotou o sobrenome artístico “Negri” em homenagem à poetisa. A atriz Paola Pezzaglia, amiga de Negri, foi uma intérprete de sua poesia no palco.

## Obras

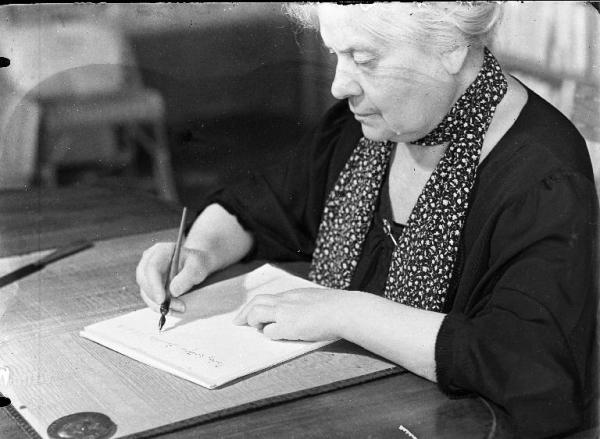
Ada Negri fotografada em casa escrevendo, década de 1940

### Poesia
- Fatalità (1892)
- Tempeste (1896)
- Maternità (1904)
- Dal profondo (1910)
- Esilio (1914)
- Il libro di Mara (1919),
  - The Book of Mara, traduzido para o inglês por Maria A. Costantini, Italica Press (2011)
- I canti dell’isola (1925)
  - Songs of the Island, traduzido para o inglês por Maria A. Costantini, Italica Press (2011)
- Vespertina (1930)
- Il dono (1936)
- Fons amoris (1946), publicado postumamente

### Contos e prosa
- Le solitarie (1917)
- Orazioni (1918)
- Stella mattutina (1921)
  - Morning Star,[20] traduzido para o inglês por Anne Day, Macmillan Co., (1930). Republicado, Sublunary Editions[21] (2021)
- Finestre alte (1923)
- Le strade (1926)
- Sorelle (1929)
- Di giorno in giorno (1932)
- Erba sul sagrato (1939)
- Oltre (1947) publicado postumamente

### Romance
- Stella Mattutina (1921)